# Bloedbad in Hebron op 25 februari 1994
Het Bloedbad van Hebron is een bloedbad, aangericht door een Israëlische arts, op vrijdag 25 februari 1994 in de Ibrahimi-moskee in Hebron tijdens Ramadan. Baruch Goldstein, een Israëlische arts, drong op het Poerimfeest, gewapend en in soldatenuniform, de Ibrahimi-moskee binnen waar 800 Palestijnse moslims in gebed waren en schoot daar 30 biddende moslims dood, en verwondde ongeveer 150 anderen.

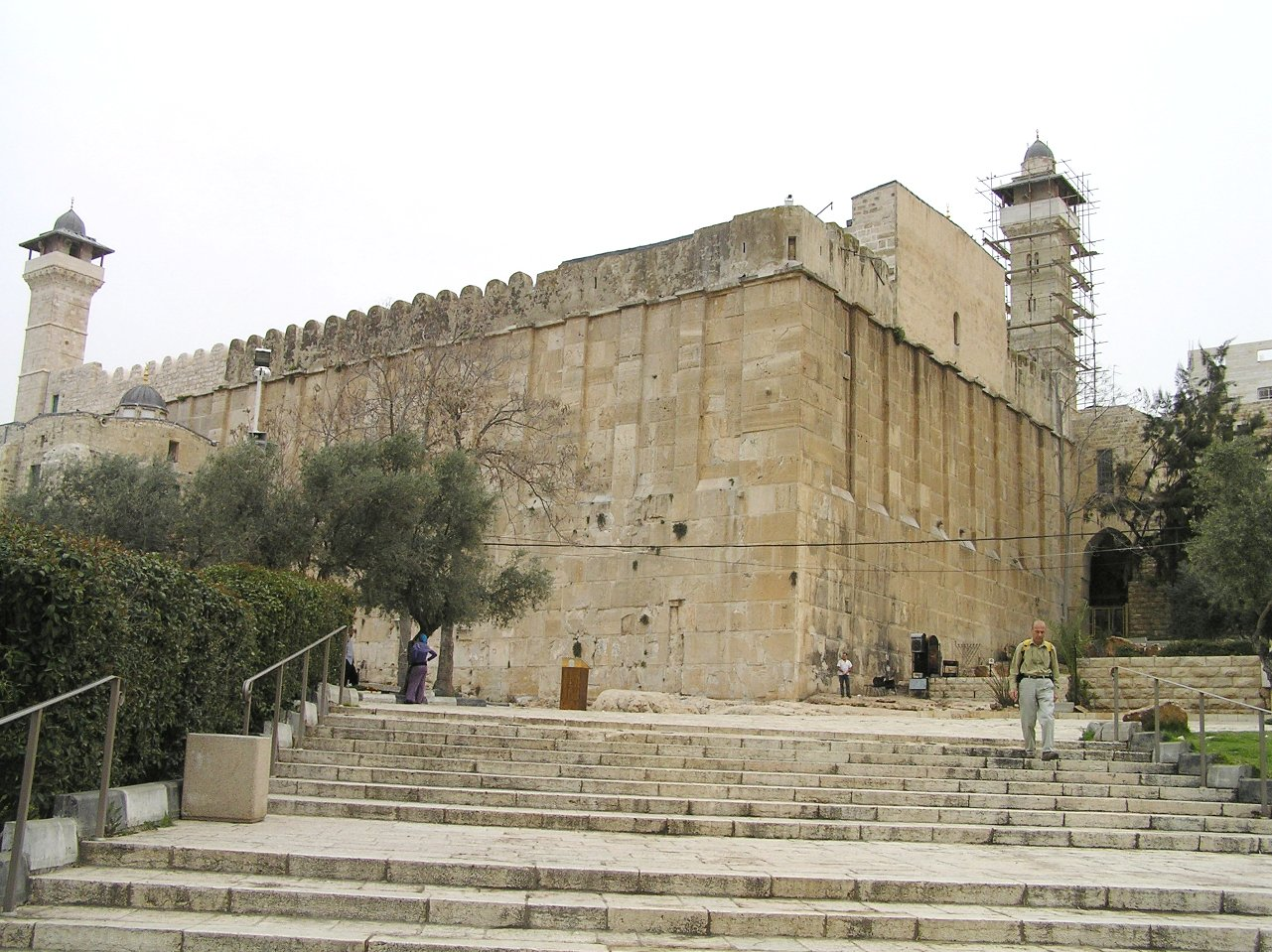
De Ibrahimi-moskee met de Grot van de Patriarchen, 2007

Tijdens hun vlucht naar buiten werd minstens nog een Palestijn gedood door Israëlische militairen. Gewonden werden op hun weg naar het ziekenhuis herhaaldelijk tegengehouden door militairen die de auto's waarin ze vervoerd werden wilden doorzoeken. Goldstein werd bij de op de aanslag volgende rellen gedood. Tijdens de onrust die zich verspreidde over de bezette gebieden doodden Israëlische soldaten meer dan 20 Palestijnen en verwondden honderden anderen.
Een jaar eerder, in oktober 1993, had Goldstein op gebedskleedjes in de Ibrahimi-moskee zuur gegoten dat daar grote gaten inbrandde, en zes biddende moslims aangevallen. Een brief hierover van het moslimbestuur, gericht aan de Israëlische premier Yitzak Rabin, was niet beantwoord en de Israëlische autoriteiten hadden er geen actie op ondernomen. 
Na het bloedbad werd de begrafenis van Goldstein door honderden Israëli's bijgewoond, die hem verheerlijkten als een held en als 'Zoon van Israël'.
De aanslag werd door de toenmalige Israëlische premier Yitzhak Rabin in de Knesset veroordeeld. Ook nam hij contact op met PLO-leider Yasser Arafat, tegenover wie hij de aanslag eveneens veroordeelde.

## Maatregelen

### Veiligheidsraad
De Veiligheidsraad van de Verenigde Naties veroordeelde de aanslag in resolutie 904 van 18 maart 1994, die resulteerde in de "Temporary International Presence in Hebron" (Tijdelijke Internationale Aanwezigheid in Hebron, TIPH), bedoeld om de Palestijnen te beschermen. 

### Restricties door Israël
Israël liet de TIPH echter uitsluitend als waarnemer toe. Tegelijkertijd werden er vele bewegingsbeperkende maatregelen aan Palestijnen opgelegd, werd de moskee verdeeld en werd de afgescheiden ruimte voor joden bestemd, met een eigen ingang. Straten en wijken werden voor Palestijnen afgesloten, honderden winkels moesten worden gesloten en talrijke nieuwe militaire checkpoints/controleposten werden als obstakels opgezet. Dit leidde tot verdrijving van duizenden Palestijnen en een verslechtering van de levensomstandigheden van degenen die bleven.

### Akkoorden
In het kader van de akkoorden van Wye River, die op 23 oktober 1998 als deel van het Arabisch-Israëlische vredesproces werden bereikt, kwamen Israël en de Palestijnse Bevrijdingsorganisatie (PLO) een voorlopige regeling overeen over de toegang voor moslims en voor joden tot de Grot der Patriarchen. De Waqf kreeg hierbij de controle over 81% van het gedeelde gebouw, en wel de moskee en het zuidoostelijke deel dat boven de toegang tot de grotten ligt. De cenotafen van Isaac en Rebekka, die zich in dat deel bevinden, zijn voor joden gedurende 10 dagen per jaar toegankelijk. Tijdens die dagen zijn de moskee en de straten rondom afgesloten voor moslims. Israëlische militairen laten dan alleen joodse gelovigen en sommige toeristen toe. Op 10 andere dagen per jaar hebben alleen moslims toegang tot het complex.